# GO MY WAY (hitomiの曲)
「GO MY WAY」（ゴー マイ ウェイ）は、2006年5月10日に発売されたhitomiの31stシングル。発売元はLOVE LIFE RECORDS。

## 解説
表題曲の「GO MY WAY」はTBS系ドラマ『弁護士のくず』主題歌。hitomiは同ドラマのオープニングタイトルバックとしても出演している。
カップリングの「LOST emotion in DARKNESS」は、hitomiによる作詞・作曲作品。
この曲が発売された時期に、hitomiは長年長く伸ばしていた髪を肩の長さまでばっさりと切っている（本人曰く、もうそろそろいいだろう。とのこと）。「GO MY WAY」のPVのなかでは、髪を切る前と切った後両方の映像が使われている。このPVが、現在のところロングヘアーのhitomiを見ることの出来る最後の作品となっている。

## 収録曲
1. GO MY WAY
  - 作詞：hitomi／作曲：本間昭光／編曲：渡辺善太郎
  - TBS系ドラマ・『弁護士のくず』主題歌
2. LOST emotion in DARKNESS
  - 作詞・作曲：hitomi／編曲：渡辺善太郎
3. GO MY WAY～Instrumental～

## 収録アルバム
- LOVE CONCENT (#1,2)
- peace (#1)